# Wunderkammer

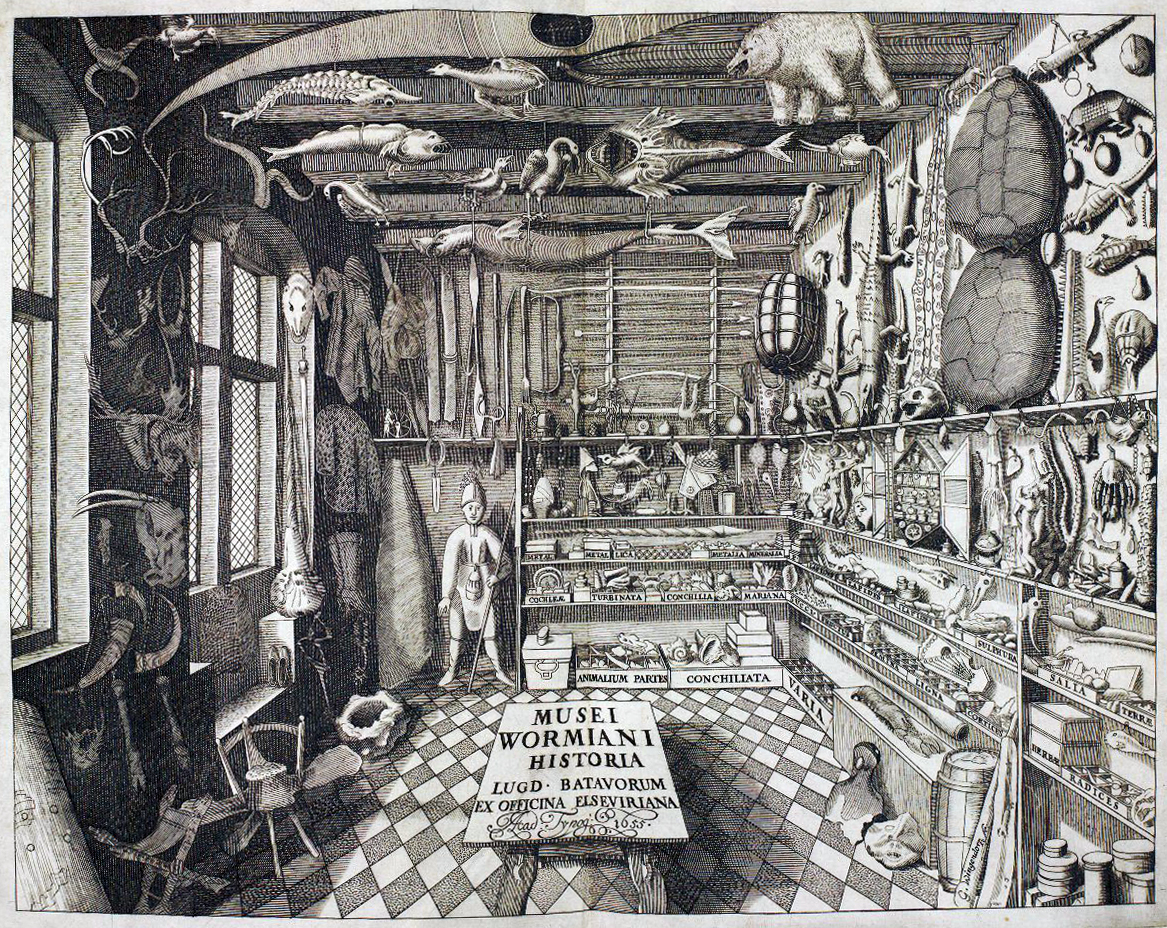
Das Museum Wormianum des Ole Worm, 17. Jahrhundert

Die Wunderkammern, Kunstkammern oder Kunstkabinette der Spätrenaissance und des Barock gingen aus den früheren Raritäten- oder Kuriositätenkabinetten (Panoptika) hervor und bezeichnen ein Sammlungskonzept aus der Frühphase der Museumsgeschichte, das Objekte in ihrer unterschiedlichen Herkunft und Bestimmung gemeinsam präsentierte.
Im Verlauf des 19. Jahrhunderts wurden die Kunst- und Wunderkammern von den heute üblichen, spezialisierten Museen, besonders den Naturkundesammlungen mit ihrem wissenschaftlichen Anspruch, abgelöst bzw. gingen zum Teil in diesen auf.
Der Terminus technicus Kunst- und Wunderkammer, in der Zimmerischen Chronik (1564–1566) zuerst nachgewiesen, hat sich durch Julius von Schlossers Werk Die Kunst- und Wunderkammern der Spätrenaissance (Leipzig 1908) eingebürgert und ist auch im Englischen gebräuchlich (wonder-room). Neben den universellen Kunst- und Wunderkammern bestehen auch reine Kunstsammlungen (Kunstkabinette) oder reine Naturalienkabinette.

## Entstehung

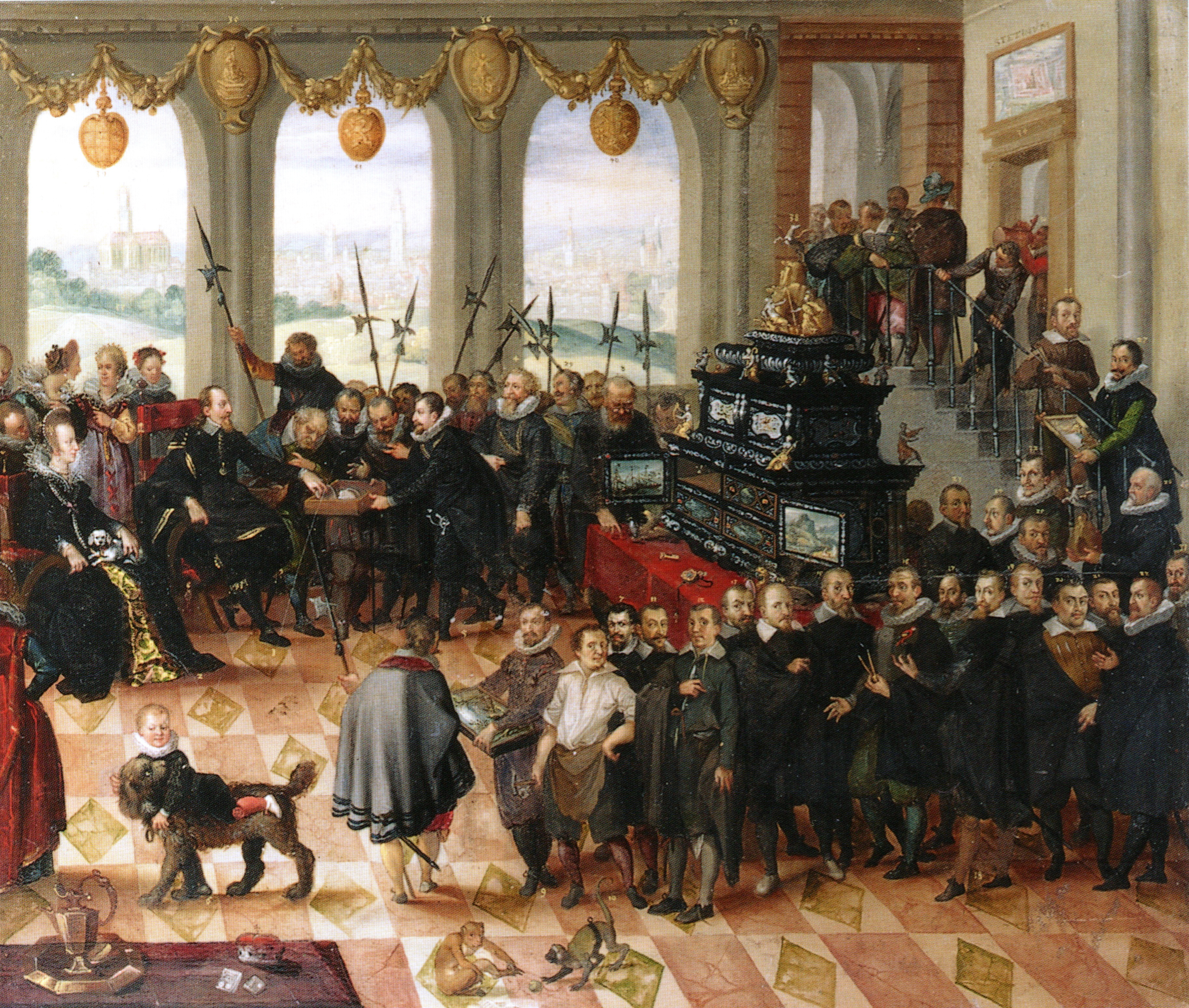
Die Übergabe des Pommerschen Kunstschranks an Herzog Philipp II. von Pommern, Gemälde von Anton Mozart, um 1617

Seit dem 14. Jahrhundert entstanden in Europa repräsentative Sammlungen von Fürsten und vermögenden Bürgern, die nicht Naturalien von Artefakten oder Kunst von Handwerk trennten. Darin fanden sich so unterschiedliche Objekte wie Silber- und Goldschmiedearbeiten unter Verwendung von Korallen, Perlen und Bergkristallen, Tierpräparate, große Muscheln, Nautiluspokale, gefasste Straußeneier, Narwalzähne als Hörner des Einhorns, Elfenbeinschnitzereien, Literatur über Alchimie, mathematisch-physikalische oder chirurgische Instrumente, optische und Spiegeleffekte (→ spätere Spiegel- und Lachkabinette), sogenannte Kunstuhren oder Spielautomaten, Astrolabien, Erd- und Himmelsgloben, seltene Gläser, ostasiatisches Porzellan, Kleinigkeitsarbeiten wie etwa beschnitzte Kirschkerne oder Miniaturkunstdrechseleien.
Aufbewahrt wurden die Sammlungen in Kunst- oder Kabinettschränken.
Im Zentrum des Interesses stand eine Faszination für Raritäten und Kuriositäten, die teilweise aus mittelalterlicher Folklore, humanistischer Wiederbelebung der antiken Sagenwelt und technisch-wissenschaftlichen Neuerungen herrührte. Im Zusammenhang damit wird auch von einem Zeitalter des Staunens gesprochen. Eine parallele Entwicklung zeigte sich zugleich auch in den Kuriosaanthologien von Autoren wie Athanasius Kircher und Erasmus Finx.
Ein weiterer Antrieb für das Anlegen der kostspieligen Sammlungen war bei den Fürsten oftmals rein die Möglichkeit zur Machtdemonstration. In den Systematiken der Sammlungen drückte sich daher häufig auch das Streben nach Herrschaftswissen aus. Unter dem Begriff Artificialia (künstlich geschaffene Dinge von besonderer Schönheit und Raffinesse) befanden sich bezeichnenderweise in den fürstlichen Sammlungen meist auch Waffen, Kriegstechnologie und eine Repräsentation der Besitztümer. Neben Artificalia existierten auch noch weitere Kategorien für die Sammlungsgegenstände, wie Naturalia (seltene Naturalien), Scientifica (wissenschaftliche Instrumente), Exotica (Objekte aus fremden Welten) und Mirabilia (wundersame Dinge). Die Sammlungsbesitzer demonstrierten Kompetenzen in der Beherrschung des – von ihnen selbst entwickelten – Sammlungsgrundplanes. Dies kann auch als ein Versuch gesehen werden damit indirekt allgemeine Machtansprüche über ihre Umwelt zu rechtfertigen. Sie stellten oftmals ihre Sicht der Welt und Beherrschung ihrer Umwelt in diesen zu Schau. Die Zurschaustellung weltlicher Macht und Prunkentfaltung wurde in eine jeweils zugeschnittene, programmatische Ästhetik eingebettet:
„Hier fanden die Dinge ihren Platz und wurden damit auch im Bewusstsein bzw. Gedächtnis des Besitzers und Initiators (dem Inventor) sowie seiner Besucher verankert. Damit manifestierte sich gleichzeitig die Machtposition hochadliger Gastgeber.“ Zitat von Gisela Luther.
Es ist nicht allgemein gültig zu sagen, welche Absichten fürstliche Inventoren der Renaissance bzw. des Barock mit dem Betreiben einer Wunderkammer verfolgten. Ob sie die Einrichtungen allein als plastisch-theatrale Inszenierung eines hermetischen Weltbildes bzw. ihrer sozialen Distinktion wegen für ihre Zwecke instrumentalisierten oder ob im Fokus stand Wissen im Sinne des Fortschritts zu erlangen, bleibt offen. Bisher fehlt es an Forschungsergebnissen darüber, wie viele der zahlreichen betuchten Sammlungsinitatoren mit gelehrten bürgerlichen Sammlern und Künstlern – über ein prestigeträchtiges Mäzenatentum hinaus – in unmittelbarem intellektuellem Austausch standen. Die Untersuchungen deuten aber darauf hin, dass ein standesübergreifender Dialog verstärkt an kleineren Fürstenhöfen betrieben wurde, die über bedeutende Bibliotheken statt über prächtige Universalsammlungen verfügten.
Der für diese Sammlungen benutzte Begriff Kunst- und Wunderkammer bezieht sich sowohl auf das Wunderliche des Betrachteten als auch die Verwunderung des Betrachters, weniger auf das „Wundersame“, d. h. das „Überirdische“. Der entscheidende Anstoß für die Sammlungen waren die Entdeckungsfahrten des 15.–17. Jahrhunderts, insbesondere die epochale Begegnung mit der radikalen Andersartigkeit Amerikas. Die (Welt-)Kugel wurde zur Chiffre für diese Sammlungen; der Sammler und Museologe Johann Daniel Major strebte nach der „Erkäntnüß des Apfel-runden Kreises der ganzen Welt“.

## Sammlungscharakter

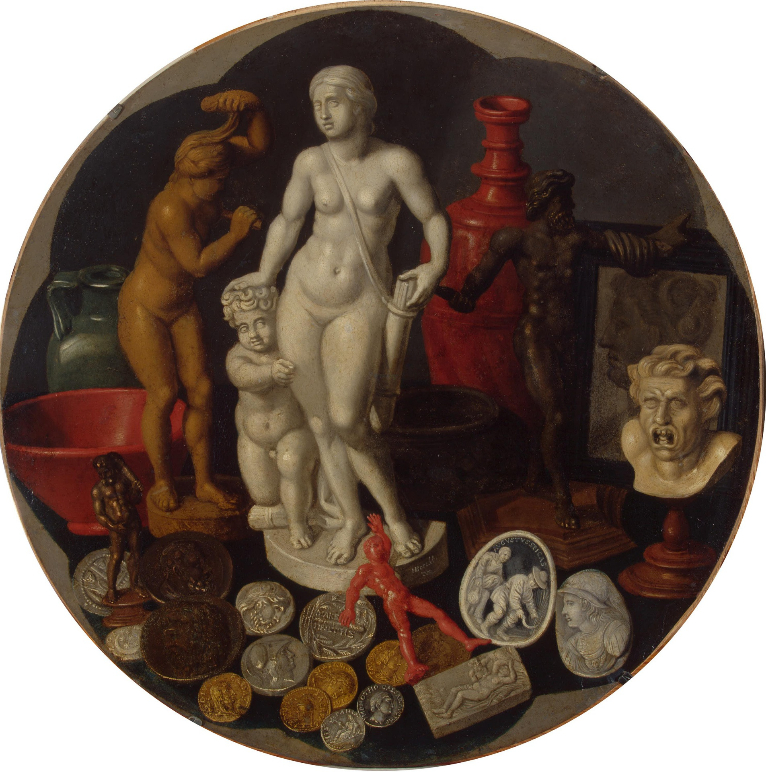
Hendrick van der Borcht (der Ältere): Raritätensammlung, erste Hälfte 16. Jahrhundert

Die Sammlungen bezweckten, den universalen Zusammenhang aller Dinge darzustellen, mit dem Ziel, eine Weltanschauung zu vermitteln, in der Geschichte, Kunst, Natur und Wissenschaft zu einer Einheit verschmolzen. Im Gegensatz zur Scholastik des Hoch- und Spätmittelalters, die alle Wissensgebiete von einem abstrakten Standpunkt aus erfasst hatte, bedeutete die Wunderkammer Erkenntnis aus vielfältiger Betrachtung und damit die Abkehr von der auf Aristoteles sich berufenden spekulativen Methode.
Ein wesentliches Element vieler Kunst- und Wunderkammern war es, die gesamte kosmisch-göttliche Ordnung der Welt und damit Anfang und Ende einer gottbestimmten Entwicklung zu zeigen. Kunst- und Wunderkammern entstanden aber bald auch in Bereichen, in denen die Kirche nicht mehr Zentralinstanz war. In reformierten Ländern entstanden die ersten bürgerlichen Kunst- und Wunderkammern gleichzeitig mit den fürstlichen. Städte wie Kopenhagen, Nürnberg, wo der Nürnberger Bürgersohn, Spital- und Stadtarzt sowie Astronom Melchior Ayrer (1520–1579) sich unter anderem als Gründer eines von seinem Sohn Julius und seinem Enkel Hans Egidy weitergeführten Kunstkabinetts einen Namen gemacht hatte (Diese Kunstkammer wurde aber von seinen Erben nach 1690 wieder zerstreut) und Basel wurden zu Zentren des Sammelns und des Handels mit Kunstobjekten. Das 1651 im Collegium Romanum in Rom eingerichtete Museum Kircherianum war die vermutlich erste Kunst- und Wunderkammer, die zugleich zu Lehrzwecken diente. Häufig gaben Reiseführer des Barocks während der Blütezeit der Wunderkammern auch Empfehlungen zu den Sammlungen einer Stadt.
Die Sammler wendeten meist ein relativ flexibles Begriffssystem an (häufig mit der Einteilung von Sammlungsobjekten in Naturalia, Artificalia, Antiquitates, Exotica, Mirabilia und Scientifica), und sie bewiesen sich ihre klassifikatorischen Fähigkeiten mit den von ihnen selbst verfassten und manchmal auch gedruckten Katalogen. Samuel Quiccheberg, der als Begründer der Museologie gilt, schuf ein System, das alle Sammlungsbereiche den sieben Wandelsternen des geozentrischen Weltbilds (Sonne, Mond, Merkur, Venus, Mars, Jupiter, Saturn) zuordnete. Die Vorstellung eines vollkommenen Museumskomplexes beinhaltete zusätzlich Bibliothek, Druckerei, Apotheke, Laboratorium und Gärten. Als eigentliche Verdichtung der Ästhetik der Kunst- und Wunderkammern gelten die Kunstschränke, die zur Aufbewahrung von Sammlungsobjekten dienten, aber ihrerseits Sammlungsobjekt waren; versteckte Schubladen und symbolbeladene Verzierungen luden zum Sich-Wundern, also zur Suche und Deutung ein. In den ideellen Mikrokosmen der damaligen Literatur wie Thomas Morus’ Utopia (1516) oder Francis Bacons Nova Atlantis (1626) kann man literarische Modelle von Wunderkammern erkennen.

## Auflösung und Überdauern der Kunst- und Wunderkammern
Häufig findet sich das Bemühen der Besitzer, den Fortbestand ihrer Sammlungen zu sichern, sei es durch eine testamentarische Verfügung oder eine Stiftung; fürstliche Sammlungen überdauerten oft in der Form von Staatsschätzen (Grünes Gewölbe in Dresden, Schloss Ambras in Innsbruck), die meisten Privatsammlungen gebildeter Bürger jedoch wurden im Lauf der Zeit zerstreut oder aufgelöst. So wurde das Basler Amerbachkabinett ab 1661/62 zum Grundstock der Öffentlichen Museumssammlungen der Stadt.
Unter zunehmenden Legitimationsdruck standen die Wunderkammern seit Beginn der Aufklärung, denn sie waren keine treibende kulturelle Kraft mehr. Wissenschaftsgeschichtlich hatten die Wunderkammern Enormes geleistet, die Forschungsdisziplinen zu entwickeln und gegeneinander abzugrenzen. Den neuen Wertmaßstäben von Skeptizismus, Rationalität und Spezialisierung konnten sie aber nicht mehr genügen und wurden folgerichtig von den nach Sparten getrennten Museen abgelöst. Bereits 1649 hatte René Descartes in seinem Buch Die Leidenschaften der Seele festgehalten, dass ein Zuviel an Verwunderung negativ sein könne, da es den Gebrauch des Verstandes verhindere oder pervertiere. Am Ende des 18. Jahrhunderts wirkten die Wunderkammern fast wie vorwissenschaftliche und abstruse Relikte einer vergangenen Epoche, die im schlimmsten Fall sogar als „eine Menge unnützen Plunders“ (Georg Christoph Lichtenberg) beschimpft wurden.
Heute sind Wunderkammern selbst Objekt musealer Betrachtung: Die Kunst- und Naturalienkammern der Franckesche Stiftungen in Halle (Saale) zeigen die rekonstruierten Originale einer solchen Wunderkammer; auch das Hamburger Museum für Kunst und Gewerbe zeigt eine Kunst- und Wunderkammer. Auf der Burg Trausnitz in Landshut kann man im restaurierten Damenstock seit September 2004 die Sammlungen von Albrecht V. und Wilhelm dem Frommen in der Kunst- und Wunderkammer Burg Trausnitz als neues Zweigmuseum des Bayerischen Nationalmuseums sehen. Eine Neuinszenierung seiner aus bürgerlichen Sammlungen hervorgegangenen Kunstkammer zeigt seit 2011 das Historische Museum Basel.

## Rezeption
Im Ruf des unwissenschaftlichen Sammelsuriums standen die Wunderkammern noch bis weit in das 20. Jahrhundert, wozu wohl auch epigonale, nahe mit Zirkus und Freakshow verwandte Erscheinungen wie das American Museum des P. T. Barnum und das Odditorium von Robert Ripley nicht wenig beigetragen hatten. Nur in Einzelfällen wurden Verwandtschaften zwischen Kunst und Natur aufgezeigt (beispielsweise in Ernst Haeckels Kunstformen der Natur, 1899–1904). Zwar gaben bereits die heute als Standardwerke geltenden Arbeiten von David Murray (Museums, Glasgow 1904) und Julius von Schlosser Anfang des 20. Jahrhunderts einen ersten Überblick, der aber immer noch stark vom Kuriositäten-Charakter der Sammlungen ausging. Ihre Rehabilitierung verdanken sie einerseits den Untersuchungen der 1980er und 1990er Jahre zu den Konzeptionen der Wunderkammern und den komplexen Wertvorstellungen ihrer Besitzer, anderseits einem postmodernen Interesse an Affekten und wie sich diese auf Kunst und Wissenschaft auswirken (siehe beispielsweise Museum of Jurassic Technology). Der zunehmende Charakter musealer Ausstellungspraktiken als „Sensation“ bzw. „sinnliches Erlebnis“ zeigt ohnehin eine Nähe zur Motivation des Staunens und Wunderns, die den Wunderkammern eigen waren.
Der einflussreiche Verleger und Verfechter des Iconic Turn Hubert Burda sieht grundsätzlich in den Wunderkammern den Versuch, Objekte und Artikel anzusammeln, die normalerweise nicht zu sehen zu bekommen oder in der Umwelt zu finden sind. Daraus ließe sich folgern, dass derjenige, der über diese Dinge verfügen kann, selbst einen großen Einfluss auf ebendiese Welt hat. Die Wunderkammern wurden zunächst von Fürsten geschaffen, um dann – seiner These nach – ab 1800 in die wissenschaftlichen Sammlungen einzugehen und nennt unter anderem das Britische Museum. Die Charité sieht er als medizinische Wunderkammer. Die Installation – gleichsam einer Wunderkammer als überdimensionales Regal – veranschaulicht seiner Sicht nach Systematik wie Ausschnitthaftigkeit wissenschaftlichen Schaffens. Ab Mitte des 19. Jahrhunderts bildeten demnach die neu entstandenen Weltausstellungen die großen Wunderkammern ihrer Zeit. Beispielhaft dafür sieht er die erste Weltausstellung im Londoner Kristallpalast (1851). Später manifestierte sich demzufolge im Versandhauskatalog SearsKatalog (von 1894 an) schließlich das ökonomische Prinzip der Wunderkammer. Zentrales Medium für die Ansprache, gleichsam wie in einer Wunderkammer, wären die Kataloge der Warenversender. Kataloge verlören aber durch das Aufkommen des Internets ihre diesbezügliche Relevanz. Das Internet ist, Burda zufolge, als so etwas wie eine aktuelle Version einer Wunderkammer anzusehen.

## Auswahl erhaltener Kunst- und Wunderkammern
Deutschland

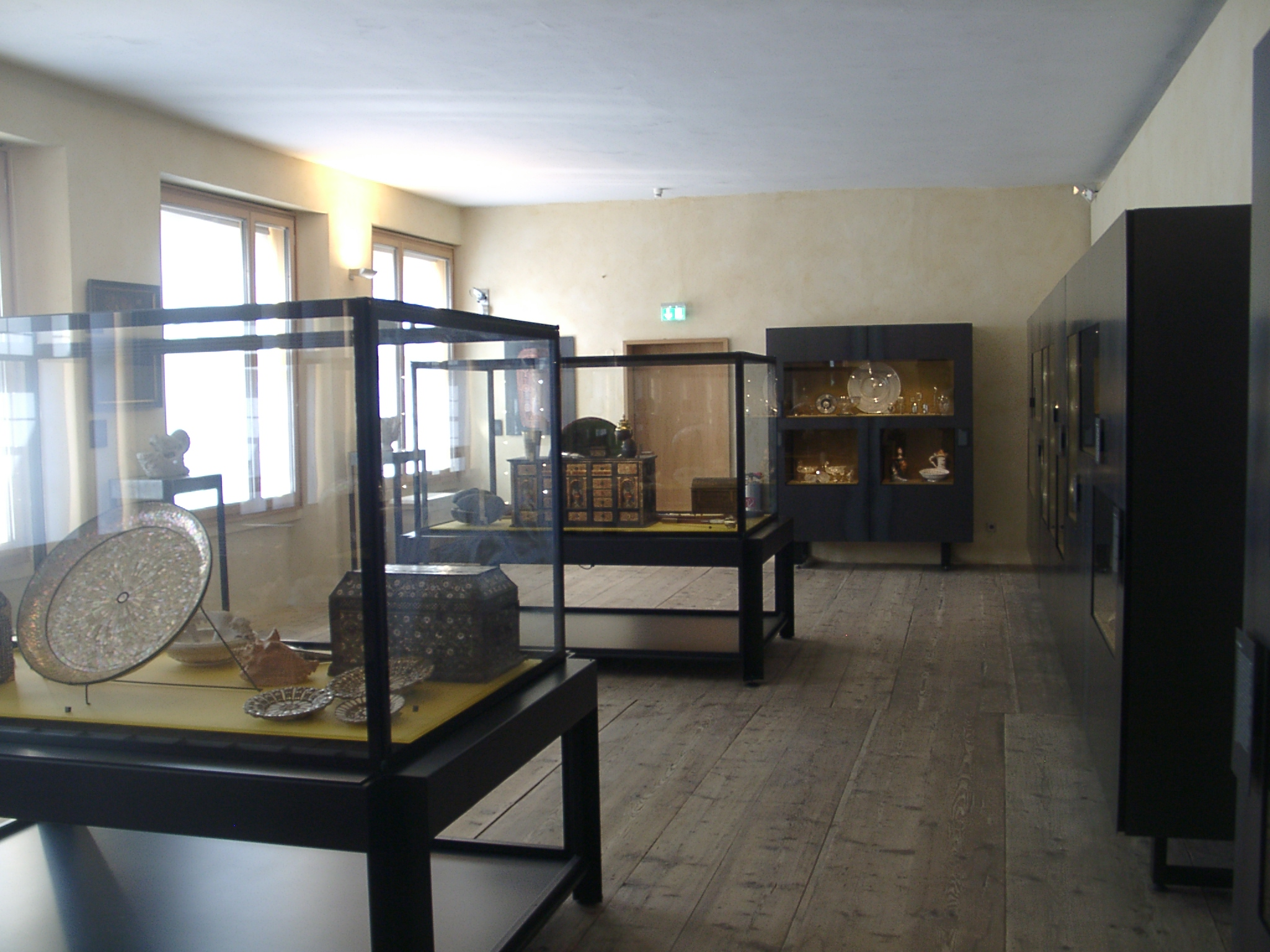
Ausstellung der Kunst- und Wunderkammer auf Burg Trausnitz

Kuriosakabinett, Schloss Skokloster, Schweden

- Die Kunst- und Wunderkammer Herzog Albrecht V. (1528–1579) in München. Sie befand sich ab etwa 1568 v. a. im 2. Stock des ab 1563 für diesen Zweck errichteten Marstallgebäudes und diente vor allem Repräsentationszwecken. In sehr frei rekonstruierter Form sind Teile dieser Sammlung heute auf Burg Trausnitz in Landshut zu sehen.
- Die 1572 mit der Anstellung eines Beamten institutionalisierte Kunstkammer von Kurfürst August von Sachsen im Dresdener Residenzschloss. Die Sammlung wurde im frühen 18. Jahrhundert weitgehend auf Spezialsammlungen aufgeteilt, in denen heute im Rahmen der Staatlichen Kunstsammlungen Dresden noch viele Objekte im Grünen Gewölbe zu sehen sind. In der 2016 eröffneten Dauerausstellung Weltsicht und Wissen um 1600 werden weitere wichtige Sammlungsbestandteile aus dieser Zeit zusammengeführt.
- Die in der zweiten Hälfte des 17. Jahrhunderts in Schloss Friedenstein (Gotha) gegründete Kunstkammer, von der große Bestände heute noch in dem Schlossmuseum zu sehen sind
- Die Kunst- und Naturalienkammer der Franckeschen Stiftungen wurde 1698 mit Gründung der Stiftungen errichtet und befindet sich seit 1701 im Historischen Waisenhaus. Sie gilt als die älteste und bis heute weitgehend auch in der Inszenierung erhaltene Kunst- und Naturalienkammer des Barock.
- Das Naturalienkabinett Waldenburg (Sachsen), gegründet 1840 von Fürst Otto Victor I. von Schönburg-Waldenburg (1785–1859), beinhaltet umfangreich die Bestände des Museum Linckianum (ca. 1670–1800) der Leipziger Apothekerfamilie Linck.
- Das Naturalienkabinett des Naturkunde-Museums Bamberg, begründet 1792. Die ergänzten Sammlungen befinden sich im 2010 aufwändig restaurierten Saal von 1810.
- Reste der Kunst- und Wunderkammer des Jacob von Melle (1659–1743) befinden sich im Museumsquartier St. Annen in Lübeck.[11]
- Die Staatliche Bibliothek Passau eröffnete 2015 in ihren historischen Räumlichkeiten die rekonstruierte Wunderkammer des ehemaligen Passauer Jesuitenkollegs. Die eigenen Bestände wurden ergänzt durch bedeutende Leihgaben bayerischer Staatssammlungen.
- Herzog Max in Bayern (1808–1888) führte im Jahre 1838 eine mehrmonatige Reise in den Vorderen Orient durch. Im Verlauf dieser Reise sammelte er eine Vielzahl an Reiseandenken, die er nach Kloster Banz bringen ließ, um sich dort eine Wunderkammer / ein Kuriositätenkabinett im orientalischen Stil seiner Zeit einzurichten. Dieses einzigartige Ensemble ist heute als Orientalische Sammlung im Museum Kloster Banz der Öffentlichkeit zugänglich. Die Ausstellung beinhaltet in ihrer historischen Konzeption, neben archäologischen Objekten der altägyptisch-pharaonischen Kulturgeschichte, naturwissenschaftliche Objekte aus dem Bereich der Flora und Fauna. Des Weiteren zeigt die Ausstellung ethnografische Objekte aus der Zeit des Osmanischen Reiches.[12]

Österreich
- Die Kunstkammer der Wiener Hofburg des nachmaligen Kaisers Ferdinand I. war der erste Museumsbau nördlich der Alpen. Vom Gebäude, das zwischen 1558 und 1563 errichtet wurde, sind nur mehr Fundamente erhalten. Die heutige Kunstkammer Wien ist im Kunsthistorischen Museum untergebracht.
- Die Kunst- und Wunderkammer von Schloss Ambras in Innsbruck: Erzherzog Ferdinand II. (1529–1595) legte diese kostbare Sammlung an. Sie ist in einem der frühesten Museumsbauten der Geschichte, dem eigens dafür ab 1570 angelegten Unterschloss untergebracht, der damals schon namentlich als „Museum“ bezeichnet wurde. Dieser Museumsbau ist der einzige noch erhaltene der Renaissance, in der die Sammlungen heute noch ausgestellt sind.
- Die Kunst- und Wunderkammer in Salzburg wurde von Erzbischof Guidobald von Thun und dessen Nachfolger Max Gandolf von Kuenburg angelegt. In rekonstruierter Form ist diese Sammlung heute im Dommuseum Salzburg zu sehen.

- Die Kunst- und Wunderkammer der Familie Esterházy auf Burg Forchtenstein (Burgenland): »Ich besitze einige Seltenheiten in meinem, wie man gewöhnlich sagt: Cabinetum oder Kunstcamer…«, so beschreibt Paul I. Fürst Esterházy in seinem Testament (1685) die Schatzkammer auf Burg Forchtenstein.[13]

Schweden
- Schloss Skokloster, in der Provinz Uppsala län, im Osten Schwedens, wurde zwischen 1670 und 1700 unter der Leitung des Feldmarschalls Carl Gustaf Wrangel erbaut. Es gehört seit 1967 dem Staat und erhielt, als es 1971 zum Museum wurde, den Byggnadsminne-Status für kulturhistorisch wertvolle Gebäude. Neben zahlreichen Gemälden, einer Bibliothek und einer historischen Waffenkammer enthält es auch ein zeittypisches Kuriositätenkabinett mit naturwissenschaftlichen Exponaten.

Italien
- Museo Palazzo Poggi (heute Palazzo dell’Università) in Bologna

Niederlande
- Kuriositätenkabinett im Tropenmuseum in Amsterdam. Eine sehr freie Rekonstruktion einer barocken Inszenierung.

## Zitat

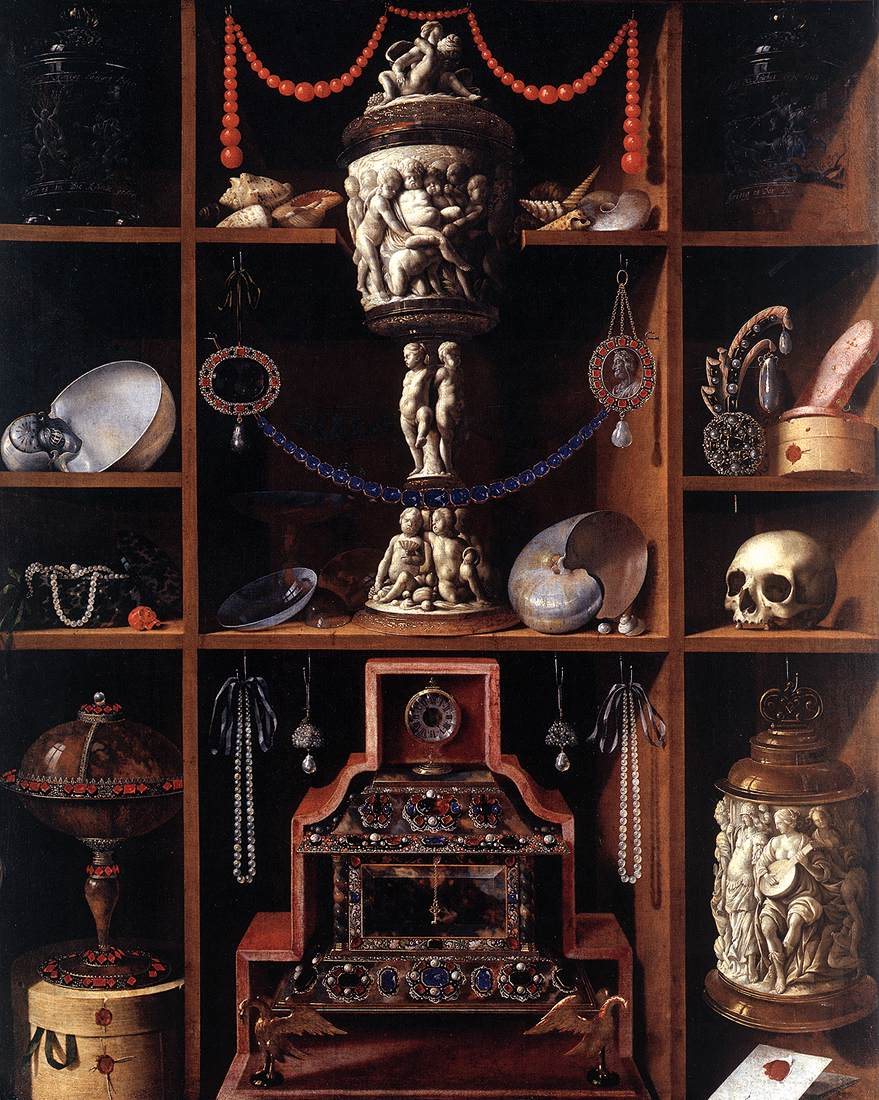
Johann Georg Hinz: Kleinodien-Schrank, 1666

Jean de Labrune beschrieb die Wunderkammer des Basler Sammlers Remigius Faesch im Jahr 1686 (Übersetzung):

„Gegenüber dem Zeughaus ist das Haus des Herrn Faesch, von dessen Kabinett man soviel hört. Wir sahen dieses Kabinett mehrere Male. Man bräuchte einen ganzen Brief, wenn Sie es im Detail kennenlernen wollten; bitte ersparen Sie uns das. Wir werden nur eine Zusammenfassung davon geben. Also sprechen wir weder von den Büchern, noch von den Gemälden, den Medaillen, den Landkarten, den Stahlstichen, den tausend anderen Dingen dieser Art, mit denen zwei bis drei Zimmer gefüllt sind. Das würde zu weit führen. Sie werden sich mit einigen Stücken zufrieden geben müssen, die wir ihnen vorsetzen.
Man sieht hier alle Könige Frankreichs in Wachs, von Pharamond bis Ludwig XIV. Es gibt hier Metallspiegel mit überwältigenden Verzierungen, Tränenfiolen, Mumien, Skelette und tausend Vögel, die man bisher noch nie gesehen hat und von denen man nicht einmal den Namen kennt. Stellen Sie sich einfach das vor, was man an Kuriositäten in einem Kabinett haben kann: All das ist in dem von Herrn Faesch. Man hat sich die Mühe genommen, auch noch die kleinste Münze zu sammeln, die im Ausland im Umlauf ist. Hier hat man uns einen der Goldecus sehen lassen, die Ludwig XII. prägen ließ. […] Man sieht hier alles bis zu Kästchen, Trompeten und Messern aus China, Pfeile und Bögen der Tataren und tausend andere kleine staunenswerte Dinge, die aus den entferntesten Ländern stammen.
Wir bemerkten hier unter anderem ein kleines Holzstück oder eine extrem dünne Schale, auf der einige Buchstaben in der Schrift der Christen aus Kerala geschrieben sind – sie würden ihre Mühe damit haben. Es gibt Büsten der größten Meister, antike Statuen, Steine mit Inschriften, jede Art von mathematischem Instrument, gedrechselte Stücke, die, wie man sieht, schönsten Muschelschalen, wertvolle Steine von allen Sorten, zahllose Alabasterarbeiten, mehrere dieser Pfeffervögel, deren Schnabel gleich groß ist wie der Körper, einige dieser irischen Trauerenten, die aus einer ins Meer gefallenen Frucht wachsen, wenn man den Erzählungen glaubt, und mehrere Paradiesvögel: Aber wir haben bemerkt, dass sie Füße haben und die Tierpräparatoren uns einen Streich spielen.“

## Dokumentarfilme
- Die Kunst- und Wunderkammern der Renaissance. (OT: La chambre des merveilles). 52 Min. Buch und Regie: Frédérique Zepter; Produktion: Arte, Filmica Production, Mymax Edutainment. Frankreich 2017.[15]
- Die Geschichte des Museums: Von der Wunderkammer zum Wahrzeichen. 51 Min. Regie: André Meier und Tassilo Hummel; Produktion: telekult Film und Arte. Deutschland 2021.[16]